# Ereteken voor het verslaan van de Amerikaanse Agressie
Het Ereteken voor het verslaan van de Amerikaanse Agressie is een Noord-Vietnamese onderscheiding uit de Vietnamese Oorlog toen Noord-Vietnam en de Verenigde Staten op het slagveld tegenopver elkaar stonden.
De onderscheiding werd ingesteld voor de soldaten die na 2 augustus 1964 de kwalificatie "goede soldaat" of een Eervolle Vermelding ontvingen. Militaire eenheden die bijzondere verdiensten in de strijd tegen de Amerikanen hadden getoond werden collectief gedecoreerd.
Op de twaalfpuntige ster zijn drie gewapende vrouwen afgebeeld. Zij zwaaien met geweren. De rode, groene en blauwe kleding symboliseert boeren, soldaten en arbeiders.
De inscriptie "QUYET-TAM-DANH-THANG GIAC MY XAM-LUOC" wordt vertaald als "Vastberaden om de Amerikaanse Agressie te keren").
De 3 centimeter brede ster wordt gedragen aan een rood geëmailleerde, 19 millimeter bij 5 millimeter metende, metalen gesp met een kleine gele ster. Het materiaal is niet kostbaar.
Het is in uitvoering en decoratiebeleid een typisch voorbeeld van een Socialistische onderscheiding. De vroegere onderscheidingen van de Sovjet-Unie hebben als voorbeeld gediend.
Net als veel socialistische orden wordt ook het ereteken voor het verslaan van de Amerikaanse Agressie aan een kleine gesp, als van een heldenorde gedragen. De vorm is typisch Russisch en sluit niet aan bij Vietnamese tradities.